# Carlo De Mejo
Carlo De Mejo, talvolta accreditato come Stewart May o Carlo de Mejo (Roma, 17 gennaio 1945 – Roma, 18 dicembre 2015), è stato un attore italiano, attivo in cinema e televisione dalla seconda metà degli anni sessanta.

## Biografia
Nato dal matrimonio fra l'attrice Alida Valli e il compositore jazz Oscar De Mejo, si specializzò come attore caratterista e in tale veste venne spesso impiegato in film horror italiani o film di genere. Recitò anche in film di un certo rilievo o di assoluto valore come Teorema (1968), diretto da Pier Paolo Pasolini, e Capriccio all'italiana (1967), film collettivo appartenente al filone della commedia all'italiana. Nel 1970 partecipò, nel ruolo di Claude, alla versione teatrale italiana del musical Hair.

## Filmografia

### Cinema
- Capriccio all'italiana, registi vari (1967)
- L'oro di Londra, regia di Guglielmo Morandi (1968)
- Teorema, regia di Pier Paolo Pasolini (1968)
- Summit, regia di Giorgio Bontempi (1968)
- La battaglia del Sinai (Hamisha Yamim B'Sinai), regia di Maurizio Lucidi (1969)
- Microscopic Liquid Subway to Oblivion, regia di John W. Shadow (1970)
- La colomba non deve volare, regia di Sergio Garrone (1970)
- Equinozio, regia di Maurizio Ponzi (1971)
- L'etrusco uccide ancora, regia di Armando Crispino (1972)
- Quando le donne si chiamavano madonne, regia di Aldo Grimaldi (1972)
- Funerale a Los Angeles (Un Homme est mort), regia di Jacques Deray (1972)
- L'uomo in basso a destra nella fotografia (Défense de savoir), regia di Nadine Trintignant (1973)
- L'ultima chance, regia di Maurizio Lucidi (1975)
- L'undicesimo comandamento (Das Netz), regia di Manfred Purzer (1975)
- La sposina, regia di Sergio Bergonzelli (1976)
- Cassandra Crossing (The Cassandra Crossing), regia di George Pan Cosmatos (1976)
- Un cuore semplice, regia di Giorgio Ferrara (1977)
- Porco mondo, regia di Sergio Bergonzelli (1978)
- Eros Perversion, regia di Ron Wertheim (1979)
- Amanti miei, regia di Aldo Grimaldi (1979)
- La ragazza del vagone letto, regia di Ferdinando Baldi (1979)
- Contamination, regia di Luigi Cozzi (1980)
- Paura nella città dei morti viventi, regia di Lucio Fulci (1980)
- La locanda della maladolescenza, regia di Marco Sole (1980)
- L'altro inferno, regia di Bruno Mattei (1981)
- Quella villa accanto al cimitero, regia di Lucio Fulci (1981)
- Manhattan Baby, regia di Lucio Fulci (1982)
- Blade Violent - I violenti, regia di Bruno Mattei (1983)
- Al limite, cioè, non glielo dico, regia di Franco Rossetti (1984)
- À notre regrettable époux, regia di Serge Korber (1988)
- I fobici, regia di Giancarlo Scarchilli, episodio Frutto proibito (1999)

### Televisione
- Orlando furioso – miniserie TV (1975)
- Quei trentasei gradini – miniserie TV (1984)
- Il giudice istruttore – serie TV, episodio 1x03 (1990)